# Прозапальні цитокіни
Прозапальні цитокіни — цитокіни, які сприяють системному запаленню.
Приклади включають IL-1 та Фактор некрозу пухлини альфа.